# Passeport cubain

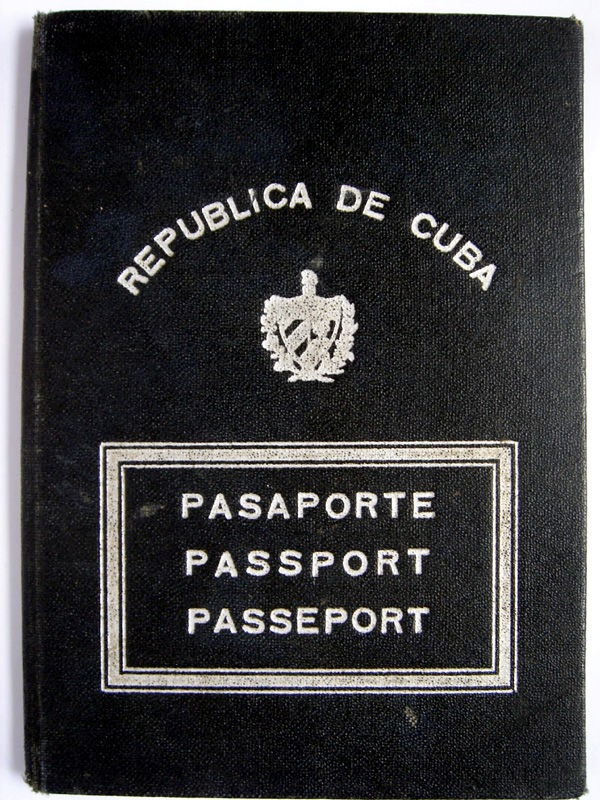
Passeport cubain datant de 1942.

Le passeport cubain est un document de voyage délivré aux citoyens de la république de Cuba pour faciliter leurs déplacements internationaux.
Il est valable deux ans à partir de la date de fourniture et peut être renouvelé deux fois.

## Note
Dans les passeports cubains, le message d'introduction est rédigé en espagnol, français et anglais.
En espagnol :
La autoridad que expide el presente pasaporte en nombre del Gobierno de la República de Cuba, certifica que el Titular es ciudadano cubano y en tal virtud solicita a las autoridades civiles y militares de los países por donde transite le presten la asistencia y protección necesarias.
En français :
L'autorité qui émet le présent passeport au nom du Gouvernement de la République de Cuba certifie que son titulaire est citoyen cubain et, en foi de quoi, prie les autorités civiles et militaires des pays où voyage le porteur de bien vouloir lui prêter l assistance et la protection nécessaire.
En anglais :
The authority issuing the present passport on behalf of the Government of the Republic of Cuba certifies that the bearer is a Cuban citizen and, in virtue of this, requests the civil and military authorities of the countries through which he travels to provide him with whatever protection and assistance he needs.